# North American A-5 Vigilante

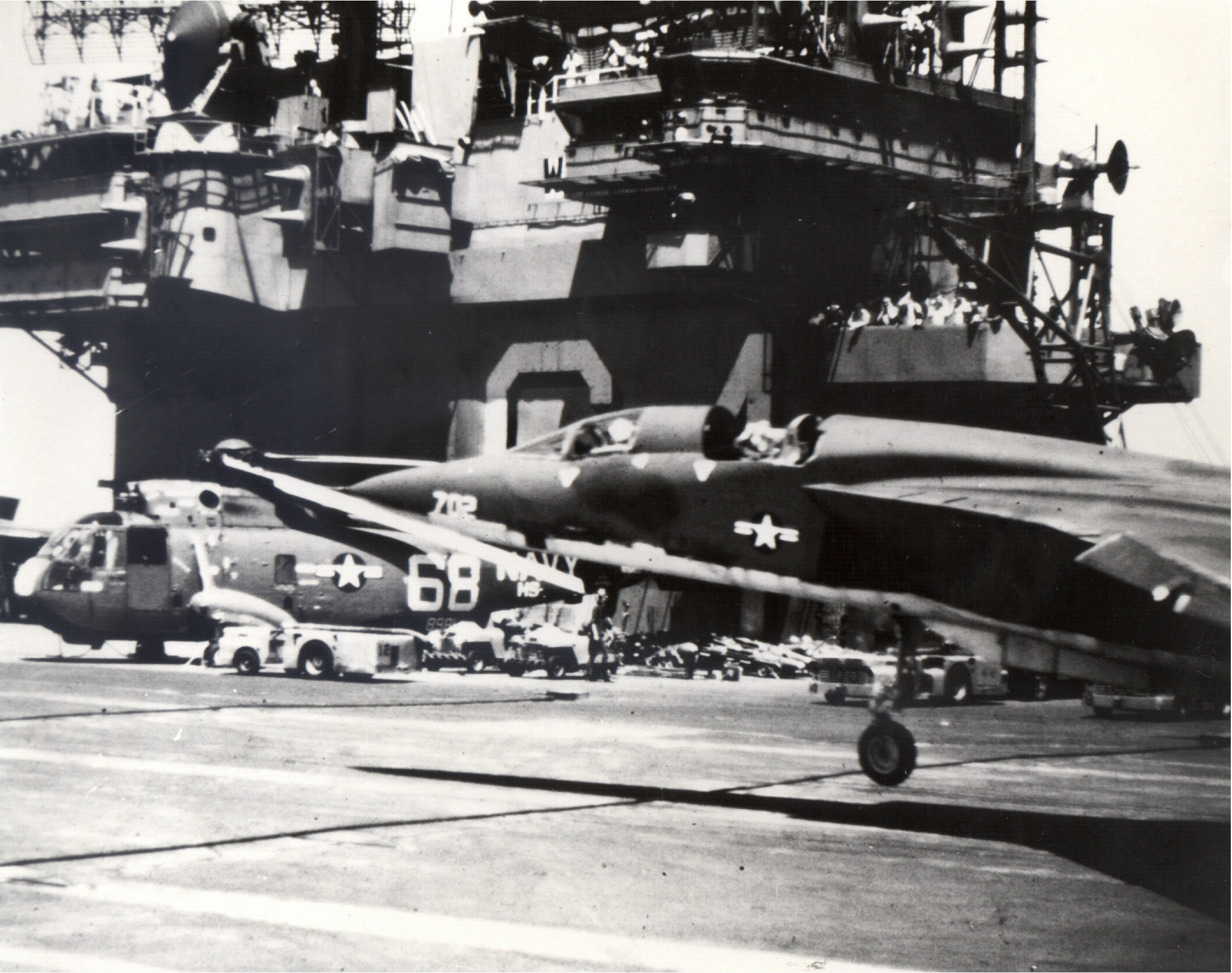

O A-5 Vigilante foi um bombardeiro nuclear estratégico operado  a partir de porta-aviões. Produzido pela North American substituiu na mesma função no inventário da Marinha dos Estados Unidos o A-3 Skywarrior. Inicialmente designado A3J foi posteriormente alterado para A-5, por força da reorganização interna das forças armadas norte-americanas.
Era o segundo avião mais pesado a operar embarcado, imediatamente a seguir à aeronave substituída, iniciou a sua carreira operacional em Junho de 1961 e realizou o seu primeiro cruzeiro a bordo do USS Enterprise (CVN-65) em Fevereiro de 1962. Empregue na sua função original (como bombardeiro) durante um curto período de tempo, desempenhou outras funções como plataforma de guerra electrónica e foi talvez a mais eficaz e bem sucedida aeronave de reconhecimento aéreo dedicado, na história da aviação naval.
Tal como a maioria da aeronaves militares contemporâneas, foi também envolvido extensivamente na guerra do Vietname na função de reconhecimento aéreo táctico, inicialmente apenas na metade sul do Vietname, devido ao receio norte-americano de perder unidades militares recheadas de tecnologia avançada, posteriormente foi também utilizado na metade norte onde e apesar do muito útil e excelente desempenho, foi a aeronave com a maior taxa de perdas da US Navy durante o conflito vietnamita.
Retirado oficialmente desde 20 de Novembro de 1979, permanece como uma das aeronaves mais elegantes e impressionantes, que operou quotidianamente no convés dos porta-aviões norte-americanos ao longo de quase duas décadas. Devido à sua versatilidade, sofisticação tecnológica e mecânica, continuaria (se operacional) a ser um avião extraordinário, mesmo pelos padrões actuais.

## Origens
A génese do A-5 Vigilante surgiu da determinação da Marinha dos Estados Unidos em adquirir capacidade de ataque nuclear, utilizando o North American AJ Savage e o A-3 Skywarrior os quais rapidamente se tornaram obsoletos para as missões para as quais foram originalmente concebidos.

A North American em Novembro de 1953 iniciou um programa de desenvolvimento por iniciativa própria, liderado por Frank G. Compton, destinado a construir uma aeronave de características avançadas para a missão de bombardeamento nuclear.

A nova aeronave foi originalmente conhecida como NAGPAW (General Purpose Attack Weapon) e posteriormente recebeu a designação da empresa NA-233.

## Projecto e desenvolvimento
O projecto foi apresentado como um bimotor, monolugar dotado de aviónicos de combate avançados, desempenho ao nível de mach 2 em altitude e um inovador compartimento para transporte de uma arma nuclear, na parte traseira da fuselagem, sob a cauda e entre os exaustores dos motores, aumentando assim as hipóteses de sobrevivência à explosão atómica, no mesmo sentido foi ainda proposto pelos projectistas a adopção de um foguete alimentado pelo combustível do avião, ao qual era misturado peróxido de hidrogénio para se obter um acréscimo de velocidade instantânea sob a área do alvo logo após o lançamento da arma nuclear, o que de imediato foi posto de lado, devido a ser demasiado perigoso transportar e manusear a bordo de um navio uma substância desagradável, reactivo e instável.

Dado o interesse da Marinha dos Estados Unidos, foram alteradas no entanto pelo BuAer as especificações do projecto, passando a ser uma aeronave de penetração a baixa altitude, obedecendo aos seguintes critérios:
- Capacidade de atingir velocidade supersónica equivalente ou superior a mach 2
- Capacidade para descolar do convés de voo de um porta-aviões, assistido por catapulta, com o máximo de combustível e armamento, em condições de vento nulo.

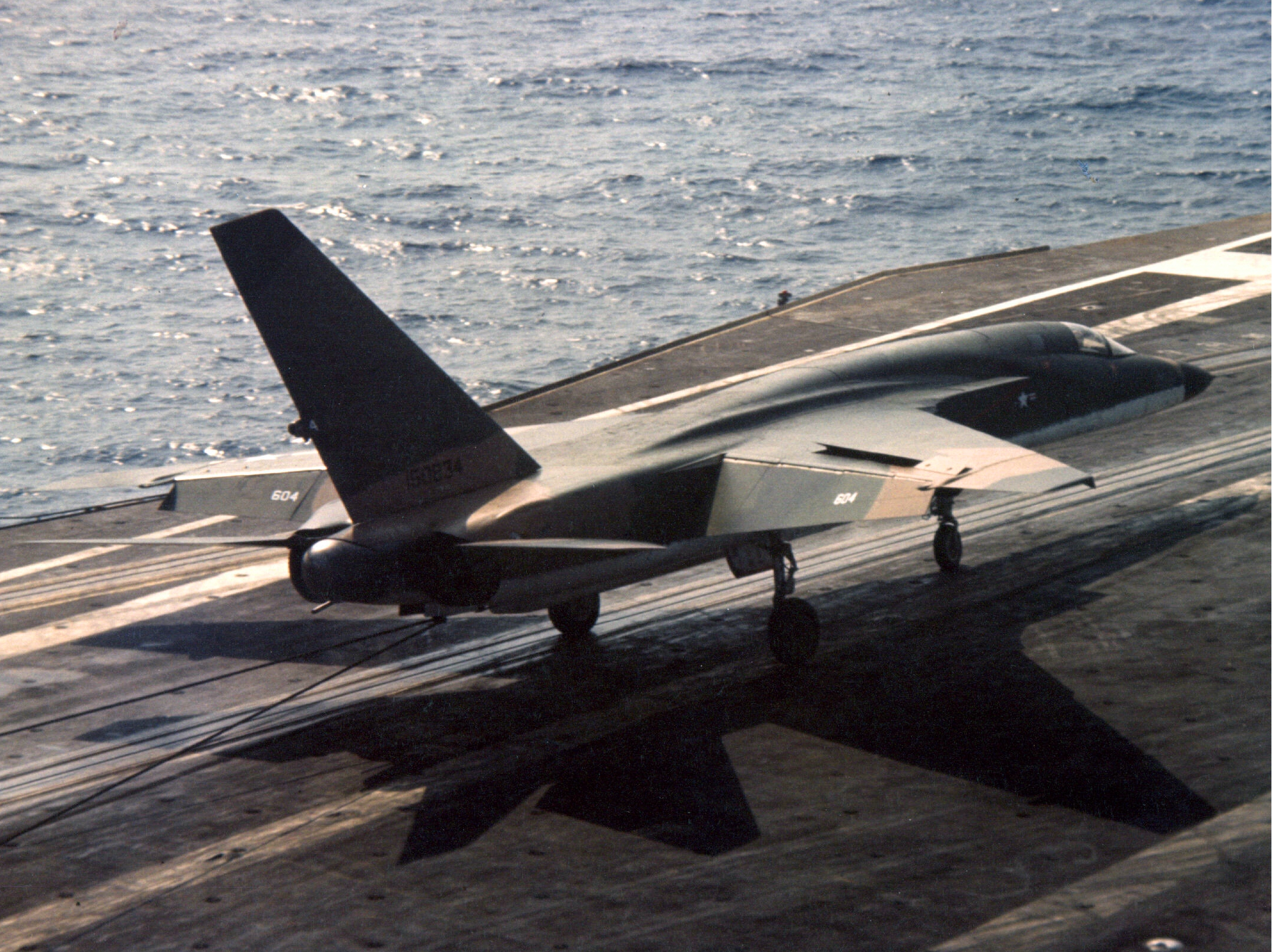
RA-5C pousa no USS Kitty Hawk, de notar a pintura tipo Vietname

Se estes dois critérios não eram insuperáveis, concilia-los numa única fuselagem era uma missão quase impossível, devido à incompatibilidade da baixa área alar, requerida para uso e parqueamento em porta-aviões e benéfica em velocidade supersónica e a área alar necessariamente maior, para produzir o efeito de sustentação suficiente em condições de vento nulo e optimizar o comportamento a baixa velocidade.

Tudo teria sido diferente com a utilização de uma asa de geometria variável, solução que no entanto foi descartada logo no início , devido à falta de experiência e uma base de trabalho viável, o que se tornou num elemento crítico obrigando à adopção de uma asa de geometria fixa, que esteticamente agradável, era significativamente menos eficiente, ficando muito aquém dos objectivos requeridos.
Face aos resultados apresentados, as regras foram novamente alteradas, passando a ser requerido uma aeronave com a missão primária, de penetração em velocidade supersónica a grande altitude e penetração a baixa altitude como missão secundária. Em face dos novos requisitos uma proposta revista, foi rapidamente apresentada ao BuAer no início de Abril de 1955, decorrendo daí a assinatura de uma carta de intenções a 29 de Junho de 1956 para a construção de dois protótipos, oficialmente designados YA3J-1, tendo a North American proposto o nome Vigilante para a nova aeronave.

### Inovação
Sob todos os aspectos o Vigilante foi um avião inovador introduzindo novas tecnologias ao nível aerodinâmico, estrutural e electrónico, algumas das quais só foram novamente aplicadas em aviões de produção, passadas quase duas décadas.

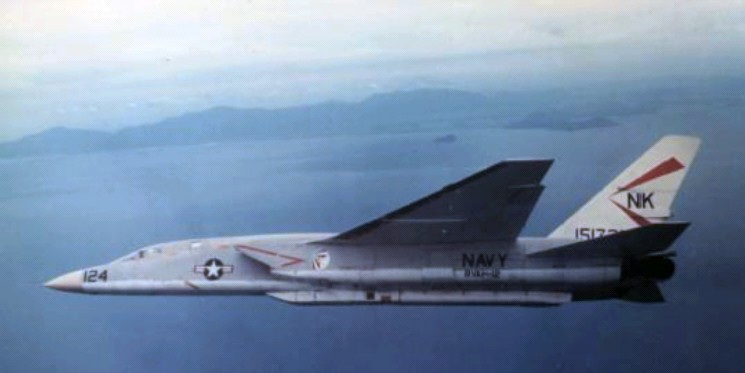
RA-5C sobre o Vietname em 1967

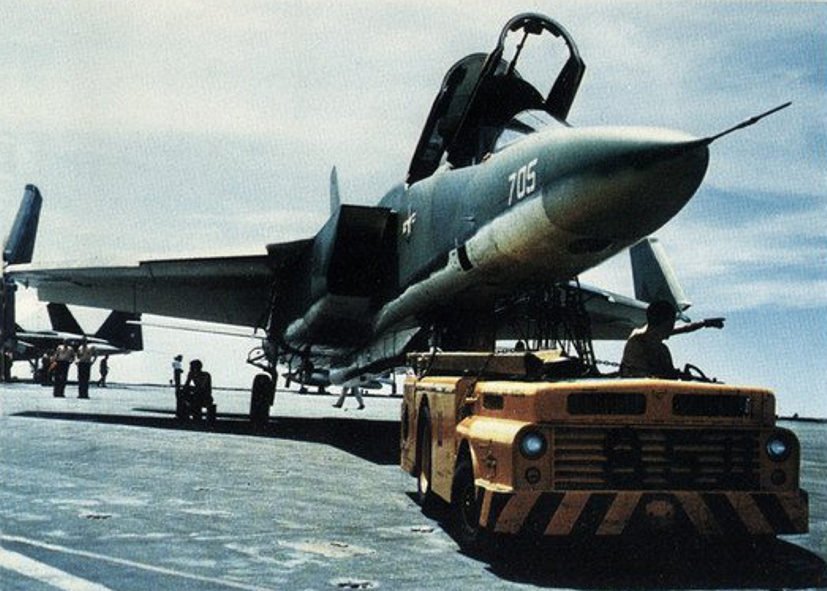

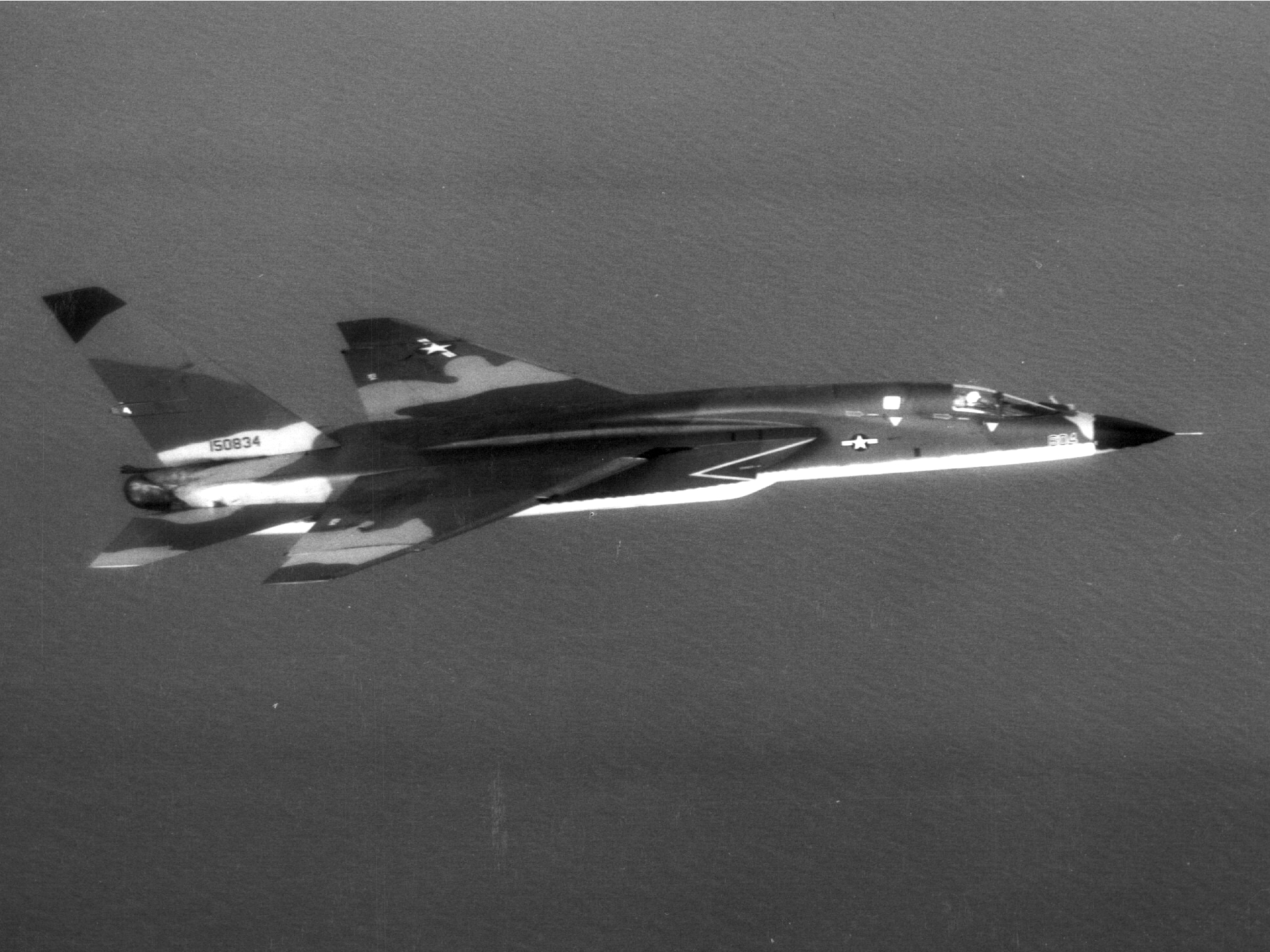

- Características aerodinâmicas avançadas  incluídas:
  - Asa alta com uma baixa carga alar.
  - Eliminação dos Ailerons, o controle de rolamento ventral efectuado recorrendo aos Spoilers.
  - Cauda vertical numa só peça.
  - Tomadas de ar dos motores com perfil variável, ajustável à velocidade da aeronave.
  - Compartimento interno para alojamento de armas.
  - Fuselagem estreita e delgada configurada para mach 2.
  - Sonda de reabastecimento em voo integralmente retráctil.

- Estruturas
  - As estruturas principais construídas em titânio.
  - Cobertura da estrutura alar revestida em uma só peça em liga de alumínio e lítio.
  - Uso de nitrogénio em estado puro, substituindo o fluido hidráulico.
  - Canopy construída em acrílico à prova de colisão de aves
  - Revestimento em folha de ouro nos compartimentos do motor para reflectir o calor.

- Electrónica

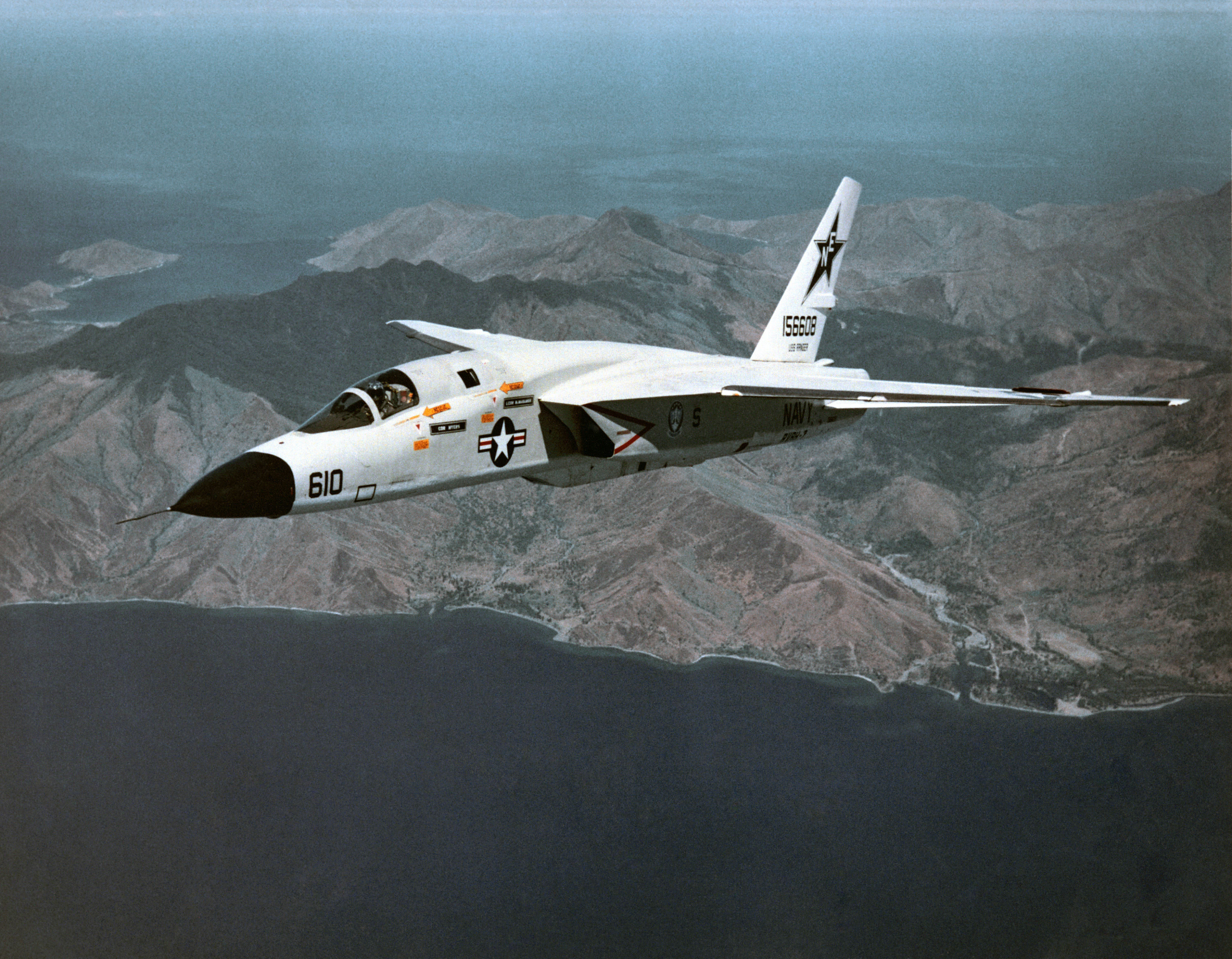
RA-5C em finais de 1979

  - Primeira utilização do sistema de controlo de voo fly-by-wire em avião de produção não experimental.
  - Computador digital de navegação e bombardeamento.
  - Utilização operacional pela primeira vez do dispositivo HUD.[nota 3]
  - sistema automático de bombardeamento por navegação inercial auto-acoplado ao radar e câmara de televisão para verificação de coordenadas, previamente inseridas.
  - Primeira utilização de radar monopulso para seguimento do terreno, evitando obstáculos.

Nota: dados compilados
Pouco tempo depois de iniciada a actividade operacional embarcada, a estratégia da US Navy para o bombardeamento nuclear foi assumida pelos submarinos nucleares da classe Polaris. Após esta decisão os A-5 foram rapidamente relegados para missões de treino e retirados do activo como avião de ataque nuclear, até à entrada em serviço do versão de reconhecimento RA-5C.

### Variantes

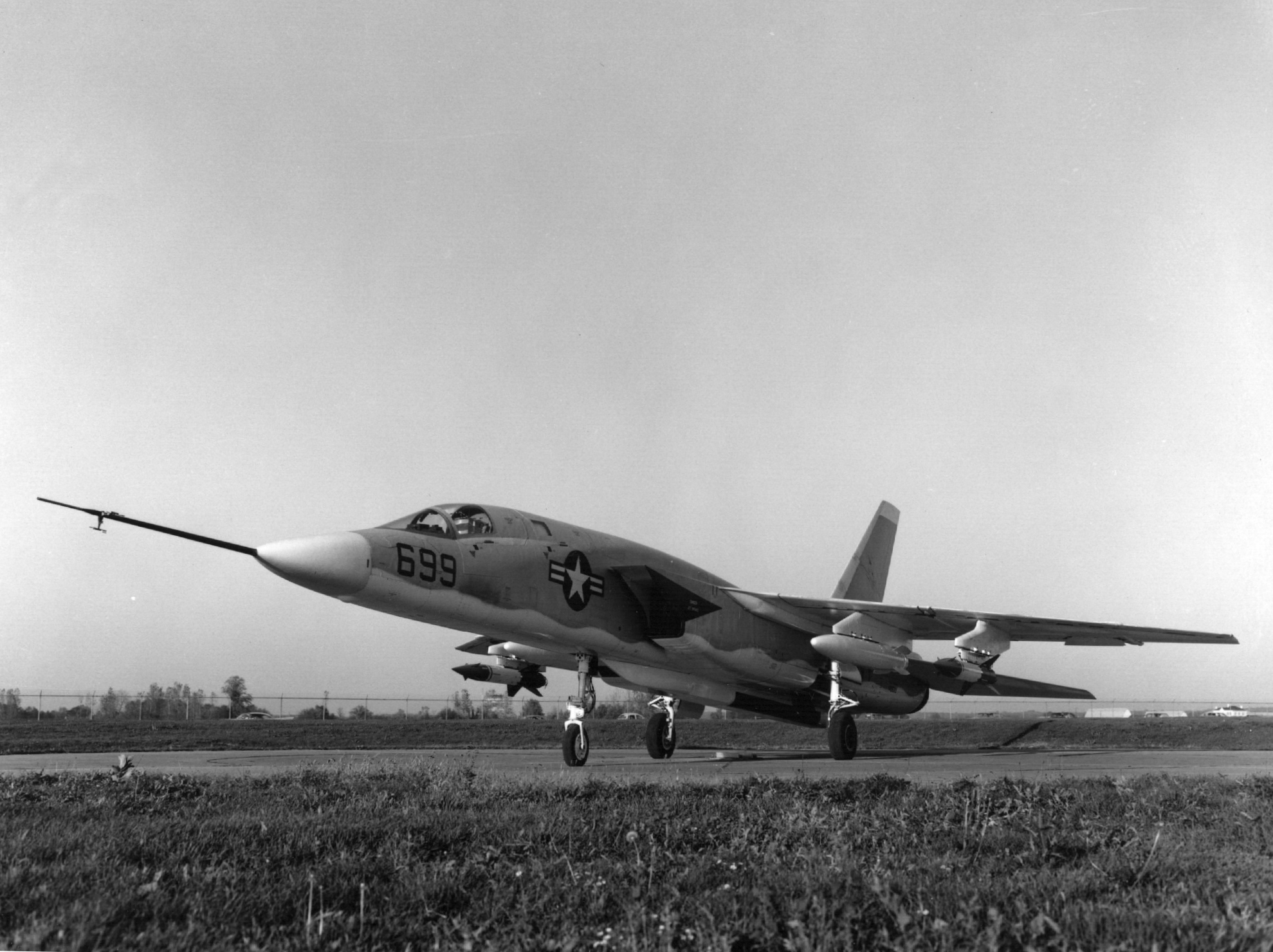

- YA3J-1 / YA-5A, dois protótipos construídos, voou pela primeira vez a 31 de Agosto de 1958, com o chefe dos pilotos de teste da North American Dick Wenzel aos comandos.
- A3J-l / A·5A, bombardeiro de ataque nuclear, em todas as condições meteorológicas dia e noite, baseado em porta-aviões, iniciou a actividade operacional a bordo do USS Enterprise (CVN-65) em Agosto de 1962. Construídos 57 exemplares.
- A3J-2 / A-5B similar ao A3J-l / A·5A, mas incorporando um depósito central de combustível maior, e FLAPS de bordo de ataque,[nota 4] para aumentar a sustentação e estabilidade em baixa e muito baixa velocidade. Dezoito unidades encomendadas, mas devido à mudança, entretanto ocorrida, da missão atribuída ao Vigilante, a qual passou de ataque nuclear para reconhecimento estratégico, a produção foi mudada para a variante RA-5C e todos  foram  convertidos, dos quais os quatro primeiros serviram de protótipos (YRA-5C).
- A3J-3 / RA-5C versão embarcada de reconhecimento estratégico, inicialmente produzidos 43 aeronaves, posteriormente encomendados mais 36, para reposição das perdas no conflito do Vietname bem como ao reconhecimento por parte da US Navy da sua indispensável actuação.

### Produção
|                  | N.ºs de seríe                                           | Quantidade   |
| ---------------- | ------------------------------------------------------- | ------------ |
| YA3J-1 / YA-5A   | 145157-145158                                           | 2            |
| A3J-l / A·5A     | 146694-146702 147850-147863 148924-148933 149276-149299 | 9 14 10 24   |
| A3J-2 / A-5B     | 149300-149317                                           | 18           |
| A3J-3 / RA-5C    | 150823-150842 151615-151634 151726-151728 156608-156643 | 20 3 36      |
| Total construído | Total construído                                        | 156          |
| Conversões       |                                                         |              |
| A-5A para RA-5C  | A-5A para RA-5C                                         | 43 modicados |
| A-5B para RA-5C  | A-5B para RA-5C                                         | 14 modicados |
| A-5B para YA-5C  | A-5B para YA-5C                                         | 4 modicados  |
| YA-5C to RA-5C   | YA-5C to RA-5C                                          | 4 modicados  |
| Total convertido | Total convertido                                        | 65           |

Durante o período de serviço activo, foram perdidos no total 73 aeronaves de todas as versões, 18 devido a acções de combate, seis no decorrer de voos de teste ou de desenvolvimento e as restantes por falhas mecânicas ou acidentes operacionais ou ainda causas desconhecidas.
Todos os Vigilante sobreviventes foram sendo retirados gradualmente de serviço entre 1979 e 1980, quando o último dos 156 RA-5C construídos, foi retirado a 7 de Janeiro.

## História operacional
O RA-5C iniciou o seu envolvimento no Sudeste Asiático em Agosto de 1964 e apenas na parte Sul do Vietname, devido aos receios Norte-Americanos de perderem aviões sofisticados, sobre o Vietname do Norte. A evolução do conflito ditou no entanto, o seu uso sobre o Vietname do Norte, o que tornou o Vigilante a aeronave da Marinha dos Estados Unidos com a maior taxa de perdas. Ao todo, dezanove RA-5C Vigilante foram perdidos em combate de um total de 26 durante a guerra do Vietname.
- (resumo de perdas no Vietname)[10]
  - 11 devido a fogo de artilharia anti-aérea.
  - 2 foram abatidos pelo míssil terra-ar SA-2 Guideline.
  - 1 foi destruído por um míssil ar-ar K-13 (designação NATO AA-2 Atoll), disparado por um MIG-21.
  - 4 perdidos sobre o Vietname do Norte por causas desconhecidas.
  - 1 perdido em local não divulgado, também por caudas desconhecidas.
  - 7 por causas não directamente relacionadas com acções de combate.

Trinta e uma comissões de serviço foram executadas pelos esquadrões de RA-5C Vigilante na Indochina. No início das operações os esquadrões eram constituídos por seis aeronaves, progressivamente esse número foi diminuindo, primeiramente para cinco, depois para quatro e finalmente no período 1974/1975 para três aviões por esquadrão.

## Utilizadores
- Estados Unidos

Marinha dos Estados Unidos
esquadrões

## Especificações
|                | A3J-1/A-5A | A3J-3/RA-5C |                       | A3J-1/A-5A | A3J-3/RA-5C |
| -------------- | ---------- | ----------- | --------------------- | ---------- | ----------- |
| Tripulação     | 2          | 2           | Carga útil            | 13,730 kg  |             |
| Comprimento    | 23,32 m    | 23,30 m     | Peso máx. à descol.   | 28,580 kg  | 36,100 kg   |
| Envergadura    | 16,15 m    | 16,20 m     | Velocidade máxima     | Mach 2.0   | Mach 2.0    |
| Altura         | 5,90 m     | 5,90 m      | Alcance de travessia  | 2,075 km   | 3,300 km    |
| Área alar      | 70 m²      | 70.05 m²    | Tecto de serviço      | 15,880 m   | 15,900 m    |
| Peso vazio     | 14,800 kg  | 17,000 kg   | Relação de subida     | 40.60 m/s  | 33,53 m/s   |
| Peso carregado | 21,580 kg  | 25,220 kg   | Relação potência/peso | 0.72       |             |

### Motores
Quatro modelos do motor General Electric J79, foram utilizados nas diversas versões do Vigilante, com o seguinte escalonamento:
- YJ79-GE-2 - Nos dois protótipos e nos modelos de produção inicial do A3J-1/A-5A;

- impulso: 46.04Kn sem pós combustão,
- impulso: 67.39Kn com pós combustão.
- J79-GE-4 - Nos A3J-1/A-5A de produção interina, na qual foi utilizado aço em substituição da liga de magnésio nos exaustores de escape e nas molduras frontais das tomadas de ar;

- impulso:- 46,48Kn sem pós combustão,
- impulso:- 73,40Kn com pós combustão.
- J79-GE-8 - Nos últimos A3J-1/A-5A, em todos os A3J-21/A-5B e nos modelos de produção inicial da versão A3J-3/RA-5C;

- impulso:- 46,48Kn sem pós combustão,
- impulso:- 73,40Kn com pós combustão.
- J79-GE-10/10B - Nos últimos 36 exemplares produzidos do A3J-3/RA-5C

- impulso:- 52,80Kn sem pós combustão,
- impulso:- 79,44Kn com pós combustão.
O motor J79 foi desenvolvido no inicio da década de 1950, para dar resposta à necessidade de um propulsor da classe mach 2 para o Convair B-58 Hustler, foi ainda utilizado pelos: F-104 Starfighter, F-4 Phantom II e IAI Kfir

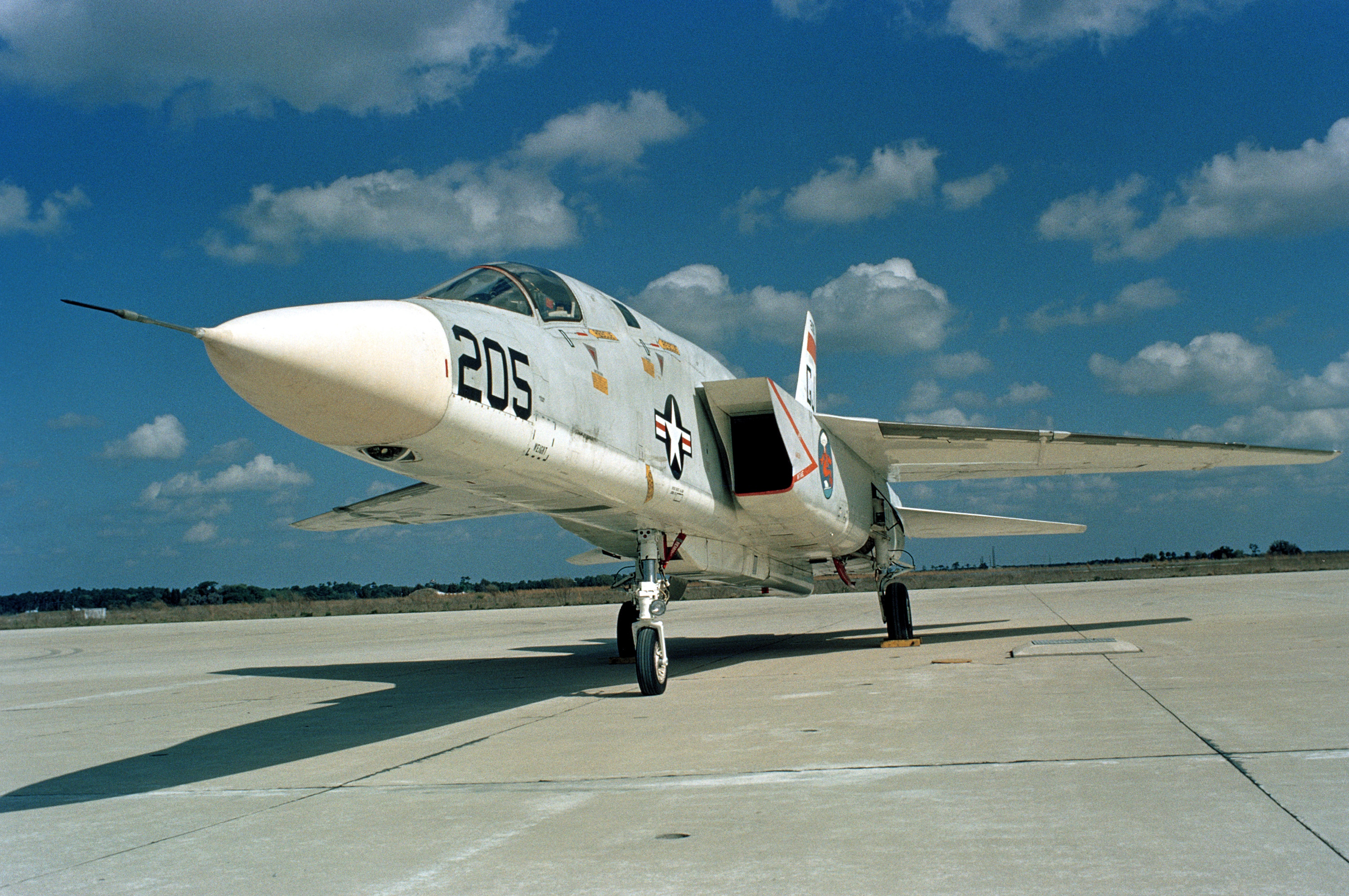
RA-5C Vigilante parqueado na Estação Naval de Sanford

### Armamento
Apenas usado na versão A3J-1/A-5A.
- 1× Bomba nuclear de queda livre Mark 27 ou B28 ou B43 em compartimento interno.